# Madeleine Dean
Madeleine Dean Cunnane (nacida el 6 de junio de 1959) es una abogada y política estadounidense que se desempeña como representante  del cuarto distrito del Congreso de Pensilvania, que incluye casi todo el condado de Montgomery, un condado suburbano al norte de Filadelfia.

## Biografía
Dean nació en Glenside, Pensilvania. Ella era la menor de siete hermanos. Se graduó de Abington High School, se graduó magna cum laude de la Universidad La Salle y obtuvo su Juris Doctora en la Facultad de Derecho de la Universidad Widener de Delaware. También estudió política y servicio público en el Instituto Fels de Gobierno de la Universidad de Pennsylvania.
Antes de ser elegida para el Congreso, Dean era miembro demócrata de la Asamblea General de Pensilvania, en representación del distrito 153 de la Cámara de Representantes de Pensilvania.
Dean votó a favor de brindar apoyo a Israel después el ataque de Hamás contra Israel en 2023. 
Dean votó con la posición de Joe Biden el 100% de las veces en el 117º Congreso según FiveThirtyEight.